# Vệ Thành công
Vệ Thành công (衛成公, trị vì 635 TCN-600 TCN), tên thật là Cơ Trịnh (姬鄭), là vị quân chủ thứ 21 của nước Vệ - chư hầu nhà Chu trong lịch sử Trung Quốc

## Thân thế
Cơ Trịnh là con trai cả của Vệ Văn công, vua thứ 20 của nước Vệ. Năm 635 TCN, Vệ Văn công chết, Cơ Trịnh lên ngôi vua, tức Vệ Thành công.

## Lên ngôi lần thứ nhất
Tháng giêng năm 632 TCN, Vệ Thành công muốn liên minh với nước Sở, cầu Sở Thành Vương nhưng người trong nước không ủng hộ, bị đuổi phải chạy ra đất Tương Ngưu. Em của ông là công tử Vũ chấp chính, xin hoà với nước Tấn, Tấn Văn công đồng ý.

## Lên ngôi lần thứ hai
Mùa đông năm 631 TCN, Tấn Văn công hội chư hầu ở Tiên Thổ, Vệ Thành công sợ vua Tấn nhớ đến việc mình bỏ Tấn theo Sở, bèn trốn sang nước Trần, Thành công cho rằng Thúc Vũ muốn cướp ngôi nên đem lòng ngờ vực, sau đó Tấn Văn công lại xin Chu Tương vương cho Thúc Vũ làm vua Vệ, Thúc Vũ từ chối, Tấn Văn công định phục ngôi cho Vệ Thành công, sau khi về đến nơi thì cận thần của Vệ Thành công là Chuyên Khuyển giết chết Thúc Vũ, Đại phu Nguyên Hiền tức giận báo với Tấn Văn công. Tấn Văn công đem quân đánh Vệ, bắt Vệ Thành công nộp cho Chu thiên tử, lập con thứ ba của Vệ Văn công là Hà nối ngôi.

## Lên ngôi lần thứ ba
Tấn Văn công sai Y Diễn đi theo xa giá của Chu Tương vương, định bí mật đầu độc Vệ Thành công. Ninh Du bèn lập kế bảo Y Diễn bỏ thuốc độc nhẹ đi, nên Thành công không chết. Năm 631 TCN, Vệ Hà bị giết. Tấn Văn công nghe lời nước Lỗ thả Vệ Thành công về nước, lên ngôi lần thứ ba.
Năm 629 TCN, do bị người Địch nhiều lần xâm lăng, quấy phá nên Vệ Thành công lại dời đô tới Khâu (nay là Bộc Dương, tỉnh Hà Nam).
Năm 626 TCN, lấy cớ Thành công không triều cống và xâm lấn nước Trịnh, Tấn Tương công sai quân đi đánh Vệ. Tiên Thả Cư ra quân đánh bại quân nước Vệ, chiếm đất Thích.
Cuối năm 621 TCN, Tấn Linh công lên ngôi còn nhỏ nên Tướng quốc là Triệu Thuẫn thay mặt vua Tấn mời vua Vệ cùng với các vua Trịnh, Tào, Hứa ở đất Hỗ cùng ăn thề.
Năm 610 TCN, nghe tin Tống Chiêu công bị giết, Vệ liên quân với các nước đánh Tống.

## Qua đời
Năm 600 TCN, Vệ Thành công mất, con ông là Cơ Sắc lên nối ngôi, tức là Vệ Mục công